# Municipio de Newton (condado de Muskingum)
El municipio de Newton (en inglés: Newton Township) es un municipio ubicado en el condado de Muskingum en el estado estadounidense de Ohio. En el año 2010 tenía una población de 5373 habitantes y una densidad poblacional de 44,42 personas por km².

## Geografía
El municipio de Newton se encuentra ubicado en las coordenadas 39°51′36″N 82°4′44″O / 39.86000, -82.07889. Según la Oficina del Censo de los Estados Unidos, el municipio tiene una superficie total de 120.96 km², de la cual 120.05 km² corresponden a tierra firme y (0.76%) 0.92 km² es agua.

## Demografía
Según el censo de 2010, había 5373 personas residiendo en el municipio de Newton. La densidad de población era de 44,42 hab./km². De los 5373 habitantes, el municipio de Newton estaba compuesto por el 97.56% blancos, el 0.71% eran afroamericanos, el 0.26% eran amerindios, el 0.19% eran asiáticos, el 0.02% eran isleños del Pacífico, el 0.07% eran de otras razas y el 1.19% pertenecían a dos o más razas. Del total de la población el 0.35% eran hispanos o latinos de cualquier raza.